# 斯蒂芬·金塞拉
诺曼·斯蒂芬·金塞拉（英語：Norman Stephan Kinsella，1965年—），美国知识产权律师和自由意志主义法学理论家。他的电子出版物基本上都放在他的博客，以及与米塞斯研究院和无政府资本主义组织相关的网站上。

## 生平
金塞拉生于路易斯安那州的普雷里维尔，他在路易斯安那州立大学获得了电气工程专业的理学学士和理学硕士学位，并得到了保罗赫伯特法学中心的法学博士学位。他还获得了伦敦大学的法学硕士学，后担任应用光电公司 （页面存档备份，存于）的法律总顾问，公司位于德克萨斯州舒格兰。他是一位执业知识产权律师，以前在南德克萨斯法学院做过兼职教授，教过计算机法。金塞拉积极参与了自由意志主义法律和政治理论的研究，目前是米塞斯研究院的兼职学者，以前也担任过研究院创办的《自由意志主义研究杂志》的书评编辑。他还是罗克维尔网站 （页面存档备份，存于）的撰稿人，还创办了《自由意志主义报纸》，一份同行评审杂志，版权基于创作共用授权条款3.0。
他在文章里写f到，在大学毕业后，他“开始更加重视奥地利经济学派和罗斯巴德、汉斯-赫尔曼·霍普，还有罗克维尔的古自由意志主义观点。”

## 出版物
金萨拉出版过涉及专利权法、合同法、电子商务法、国际法和其他主题的法律书籍和文章。金塞拉也出版过各类自由意志主义论题的作品，并做过一些讲座，经常结合自由意志主义和法律的分析。金塞拉对于契约理论、因果关系与法、知识产权、还有权利理论（尤其是他的禁止翻供理论）是他对自由意志主义理论的主要贡献。
在契约理论方面，他扩展了穆瑞·罗斯巴德 和威廉姆森·埃弗斯（Williamson Evers）的所有权转让契约理论，在澄清那个理论的同时，也把它与不可让与性理论联系在了一起。金塞拉发展了因果关系理论，意图解释为什么在自由意志主义理论下，可以信赖远距离因素。他从非功利主义角度论证了知识产权与自由意志主义产权原则的不兼容。他使用了扩展的禁止翻供理论概念，从话语伦理学角度为个人权利的合法性进行了辩护。

## 书籍
- 《在国际法下保护海外投资：政治风险的法律问题》（Protecting Foreign Investment Under International Law: Legal Aspects of Political Risk）（与保罗·科莫合作），奥西阿纳出版社， 1997年，ISBN 978-0379213713
- 《网上合同形式》（Online Contract Formation）（与安德鲁·辛普森合作），牛津大学出版社，2004年，ISBN 978-0379215199
- 《国际投资，政治风险，以及纠纷解决：一份从业人员指南》（International Investment, Political Risk, and Dispute Resolution: A Practitioner's Guide）（与诺亚·鲁宾斯合作），牛津大学出版社，2005年，ISBN 978-0379215229
- 《反知识产权》，米塞斯研究院，2008年，ISBN 978-1933550329